# Torneo de Brisbane 2019
El Brisbane International presented by Suncorp 2019 fue un evento de tenis de la ATP World Tour 250 en su rama masculina y WTA Premier en la femenina, se disputó en Brisbane (Australia) en el complejo Queensland Tennis Centre y en cancha dura al aire libre, haciendo parte de un par de eventos que hacen de antesala al Abierto de Australia, desde el 30 de diciembre de 2018 hasta el 6 de enero de 2019.

## Distribución de puntos
| Modalidad            | Campeón | Finalista | Semifinales | Cuartos de final | 2ª ronda | 1ª ronda | Clasificados | 2ª ronda de clasificación | 1ª ronda de clasificación |
| Individual masculino | 250     | 165       | 100         | 50               | 25       | 0        | 13           | 7                         | 0                         |
| Dobles masculino     | 250     | 150       | 90          | 45               | 20       | 0        | -            | -                         | -                         |

| Modalidad           | Campeona | Finalista | Semifinales | Cuartos de final | 2ª ronda | 1ª ronda | Clasificadas | 3ª ronda de clasificación | 2ª ronda de clasificación | 1ª ronda de clasificación |
| Individual femenino | 470      | 305       | 185         | 100              | 55       | 1        | 25           | 18                        | 13                        | 1                         |
| Dobles femenino     | 470      | 305       | 185         | 100              | -        | 1        | -            | -                         | -                         | -                         |

## Cabezas de serie

### Individuales masculino
| Tenista         | Ranking | Preclasificado |
| Rafael Nadal    | 2       | 1              |
| Kei Nishikori   | 9       | 2              |
| Kyle Edmund     | 14      | 3              |
| Daniil Medvédev | 16      | 4              |
| Milos Raonic    | 18      | 5              |
| Grigor Dimitrov | 19      | 6              |
| Álex de Miñaur  | 31      | 7              |
| Nick Kyrgios    | 35      | 8              |

- Ranking del 24 de diciembre de 2018.[3]

### Dobles masculino
| Tenista                          | Ranking | Preclasificado |
| Bob Bryan Mike Bryan             | 15      | 1              |
| Ben McLachlan Jan-Lennard Struff | 40      | 2              |
| Henri Kontinen John Peers        | 49      | 3              |
| Rajeev Ram Joe Salisbury         | 51      | 4              |

### Individuales femenino
| Tenista              | Ranking | Preclasificada |
| Elina Svitolina      | 4       | 1              |
| Naomi Osaka          | 5       | 2              |
| Sloane Stephens      | 6       | 3              |
| Petra Kvitová        | 7       | 4              |
| Karolína Plíšková    | 8       | 5              |
| Kiki Bertens         | 9       | 6              |
| Daria Kasatkina      | 10      | 7              |
| Anastasija Sevastova | 11      | 8              |

- Ranking del 24 de diciembre de 2018.[4]

### Dobles femenino
| Tenista                               | Ranking | Preclasificada |
| Barbora Krejčíková Kateřina Siniaková | 2       | 1              |
| Gabriela Dabrowski Xu Yifan           | 22      | 2              |
| Nicole Melichar Květa Peschke         | 28      | 3              |
| Chan Hao-ching Latisha Chan           | 45      | 4              |

## Campeones

### Individual masculino
Kei Nishikori venció a  Daniil Medvédev por 6-4, 3-6, 6-2

### Individual femenino
Karolína Plíšková venció a  Lesia Tsurenko por 4-6, 7-5, 6-2

### Dobles masculino
Marcus Daniell /  Wesley Koolhof vencieron a  Rajeev Ram /  Joe Salisbury por 6-4, 7-6(8-6)

### Dobles femenino
Nicole Melichar /  Květa Peschke vencieron a  Hao-Ching Chan /  Yung-Jan Chan por 6-1, 6-1